# Кахидзе, Джансуг Иванович
Джансуг Иванович Кахи́дзе (груз. ჯანსუღ ივანეს ძე კახიძე; 1935—2002) — грузинский, советский дирижёр, композитор, певец. Народный артист СССР (1985).

## Биография
Родился 26 мая (по другим источникам — 10 января) 1935 года в Тбилиси (по другим источникам — в селе Обча Багдатского района Грузинской ССР) в семье винодела.
В 1958 году окончил факультет хорового дирижирования Тбилисской консерватории, в 1963 — аспирантуру по оперному и симфоническому дирижированию там же под руководством Одиссея Димитриади. Стажировался во Франции у Игоря Маркевича.
На раннем этапе своей творческой деятельности увлекался фольклорным пением и основал вокальный ансамбль «Швидкаца» («Семёрка»), исполнявшим грузинскую народную музыку, который в 1957 году получил золотую медаль на Всемирном фестивале молодёжи и студентов в Москве. Через год ансамбль получил золотую медаль на Всемирной выставки в Брюсселе.
В 1958—1962 годах — художественный руководитель и главный дирижёр Государственной хоровой капеллы Грузии.
В 1962—1971 годах — дирижёр Грузинского театра оперы и балета (Тбилиси) (в 1965—1968 — главный дирижёр).
В 1971—1973 годах руководил оперным театром в Лодзи (Польша), где, в частности, поставил оперу Захария Палиашвили «Абесалом и Этери».
В 1973—1993 годах — художественный руководитель и главный дирижёр Государственного симфонического оркестра Грузинской ССР. Одновременно в 1982 году вернулся в Грузинский театр оперы и балета и руководил его оркестром до конца жизни. Дирижировал премьерами опер «Саломея» Р. Штрауса, «Музыка для живых» Г. А. Канчели и др.
В 1993 году основал новый Тбилисский симфонический оркестр и также был его бессменным руководителем.
На протяжении многих лет его связывало творческое содружество с композитором Гией Канчели; в частности, исполнил и записал все его симфонии.
Среди записей — произведения Людвига ван Бетховена, Иоганнеса Брамса, Эдварда Грига, Густава Малера, Клода Дебюсси, Эдисона Денисова, Алексея Мачавариани, Гии Канчели, Феликса Мендельсона, Вольфганга Амадея Моцарта, Модеста Мусоргского, Карла Орфа, Сергея Прокофьева, Франсиса Пуленка, Мориса Равеля, Сергея Рахманинова, Игоря Стравинского, Авета Тертеряна, Мануэля де Фальи, Сезара Франка, Арама Хачатуряна, Петра Чайковского, Фредерика Шопена, Иоганна Штрауса, Франца Шуберта, Родиона Щедрина, Дмитрия Шостаковича, Йозефа Гайдна, Сулхана Насидзе, Реваза Габичвадзе, Давида Торадзе.
Много выступал за рубежом: дирижировал Симфоническим оркестром Баварского радио, Лондонским, Вашингтонским, Бостонским, Сиднейским и Мельбурнским симфоническими оркестрами, оркестром Парижского радио и Миланским оркестром «Ла Скала».
Его дирижёрская палочка хранится в доме-музее Джузеппе Верди в Буссето.
Ему принадлежит музыка к ряду кинофильмов, снятых киностудией «Грузия-фильм», из которых наиболее известен фильм «Легенда о Сурамской крепости» (1984). А в картине Отара Иоселиани «Жил певчий дрозд» (1971) сам исполнил роль дирижёра.
Член Союза кинематографистов Грузинской ССР.
Умер 8 марта (по другим источникам — 7 марта) 2002 года в Тбилиси. Похоронен в Дидубийском пантеоне.

### Семья
- Сын — Вахтанг Кахидзе (р. 1959), композитор и дирижёр, возглавивший в 2002 году после смерти отца Тбилисский симфонический оркестр.

## Награды и звания
- Народный артист Грузинской ССР (1978)[2]
- Народный артист СССР (1985)
- Государственная премия Грузинской ССР имени Шота Руставели (1977)
- Государственная премия Грузии
- Орден Чести (1995)[7]
- Орден Трудового Красного Знамени
- Орден «Знак Почёта» (1958)

## Фильмография

### Музыка к фильмам
- 1974 — Чудаки (совм. с Г. Канчели)
- 1974 — Арбуз (анимационный)
- 1974 — Ра-ни-на (анимационный)
- 1974 — Пари (короткометражный)
- 1975 — Первая ласточка
- 1975 — Субботний вечер (короткометражный)
- 1976 — Термометр (короткометражный)
- 1976 — Три рубля (короткометражный)
- 1976 — Иваника и Симоника
- 1976 — Настоящий тбилисец и другие
- 1977 — Мачеха Саманишвили (совм. с Г. Канчели)
- 1977 — Рача, любовь моя (совм. со С. Страчиной)
- 1971—1978 — Берега (совм. с Б. Квернадзе)
- 1978 — Кваркваре
- 1979 — Ждите связного
- 1980 — Тифлис-Париж и обратно
- 1981 — А ну-ка, дедушки! (совм. с А. Брызицовым)
- 1981 — Распахните окна
- 1982 — Азбука мудрости
- 1982 — Не все кометы гаснут
- 1983 — Ратили (совм. с Г. Канчели)
- 1984 — Легенда о Сурамской крепости
- 1986 — До луны рукой подать
- 1994 — Колыбельная (совм. с В. Кахидзе)

### Вокал
- 1974 — Ра-ни-на (анимационный)
- 1981 — Распахните окна
- 1994 — Колыбельная

### Озвучивание
- 1974 — Арбуз (анимационный)

### Роли
- 1970 — Жил певчий дрозд — дирижёр
- 1996 — Разбойники. Глава VII — дирижёр